# 王克貞
王克貞，字守節，江西廬陵人。
南唐保大十年狀元，累官至觀政院副使。北宋時，知汉州，值舍人院。历任滑州、襄州、梓州等知縣。受命編修《太平廣記總類》，參與編撰《太平御覽》。